# Zasulauks (stacja kolejowa)
Zasulauks (ros. Засулаукс) – stacja kolejowa w miejscowości Ryga, na Łotwie. Położona jest na linii Ryga (Torņakalns) - Tukums.